# Sander marinus
Espèce
Synonymes
- Lucioperca marina Cuvier, 1828[1] [2]
- Stizostedion marinum (Cuvier, 1828)[1] [2]

Statut de conservation UICN

 DD  : Données insuffisantes
Sander marinus, communément appelé Sandre marin, est une espèce de poissons de la famille des Percidae, apparentée au Sandre (Sander lucioperca) et qui se rencontre en eau douce ou saumâtre.

## Description
Ce sandre peut atteindre 62 cm pour un poids de 2,2 kg. C'est un poisson de couleur grise présentant de 12 à 15 bandes verticales sombres au niveau des flancs, à noter cependant qu'elles peuvent être peu marquées voire absentes. C'est le cas notamment des femelles de la partie orientale de la Caspienne qui présentent de petites mouchetures irrégulières. Par ailleurs certains individus sont uniformément noirs.
Pas de dimorphisme sexuel apparent.

## Habitat, répartition
Sander marinus se rencontre dans les estuaires de la mer Noire et de la Caspienne.

## Régime alimentaire
Sander marinus est un carnassier qui se nourrit de petits poissons (gobies, athérines…) et de crustacés.

## Reproduction
La ponte a lieu habituellement de fin avril jusqu'à la mi-mai à une température comprise entre 10 et 17°C (optimum 13 à 15°C). C'est le mâle qui prépare la zone de nidification et qui protège les œufs. Ceux-ci sont d'une taille de 2,6 à 3,8 mm et leur nombre peut aller jusqu'à 126 000. L'incubation dure de 12 à 17 jours.